# San Carlos Park
San Carlos Park es un lugar designado por el censo ubicado en el condado de Lee en el estado estadounidense de Florida. En el Censo de 2010 tenía una población de 16.824 habitantes y una densidad poblacional de 1.300,72 personas por km².

## Geografía
San Carlos Park se encuentra ubicado en las coordenadas 26°28′36″N 81°49′8″O / 26.47667, -81.81889. Según la Oficina del Censo de los Estados Unidos, San Carlos Park tiene una superficie total de 12.93 km², de la cual 12.22 km² corresponden a tierra firme y (5.55%) 0.72 km² es agua.

## Demografía
Según el censo de 2010, había 16.824 personas residiendo en San Carlos Park. La densidad de población era de 1.300,72 hab./km². De los 16.824 habitantes, San Carlos Park estaba compuesto por el 86.37% blancos, el 2.87% eran afroamericanos, el 0.39% eran amerindios, el 1.37% eran asiáticos, el 0.02% eran isleños del Pacífico, el 7.13% eran de otras razas y el 1.85% pertenecían a dos o más razas. Del total de la población el 24.02% eran hispanos o latinos de cualquier raza.